# Едуард Кок
Едуа́рд Кок (нім. Eduard Köck; нар. 26 лютого 1880, Інсбрук, Тіроль, Австро-Угорщина — пом. 3 листопада 1961, Наттерс, Тіроль, Австрія) — австрійський актор, театральний режисер.

## Біографія
Едуард Кок народився 26 лютого 1880 року в тірольському Інсбруку, Австро-Угорщина, в сім'ї капітана пустертальських королівських стрільців (нім. Landesschützen). Після навчання в Університеті Інсбрука у 1902 році разом з театральним актором і режисером Александром Екслем став співзасновником театральної групи Exl-Bühne та до її розпуску у 1955 році був її старшим директором.
Почавши зніматися ще в період німого кіно, Кок досяг найбільшого успіху у фільмі режисера Луїса Тренкера «Блудний син» (1934), що розповідає про тірольця, який емігрував до Нью-Йорка в пошуках удачі. Під час правління в Австрії націонал-соціалістів в роки Другої світової війни, Кок продовжував зніматися в кіно, зігравши, зокрема, ролі в кількох пропагандистських фільмах, таких як «Кохання без мита» (1940), «Повернення додому» (1941) та «Відень 1910» (1942) та ін.
У своєму першому повоєнному фільмі «Земля» (нім. Erde, 1947), до якого Едуард Кок також написав сценарій, він знімався разом з кількома іншими учасниками групи Exl-Bühne, зігравши роль впертого сільського патріарха Ґрутца.

## Фільмографія (вибіркова)
| Рік  | Назва українською             | Оригінальна назва                        | Роль                                       |
| ---- | ----------------------------- | ---------------------------------------- | ------------------------------------------ |
| 1913 |                               | Speckbacher                              | Алоїз                                      |
| 1921 | Віра і батьківщина            | Glaube und Heimat                        |                                            |
| 1934 | Блудний син                   | Der verlorene Sohn                       | батько Тоніо                               |
| 1936 | Силуети                       | Silhouetten                              | директор Лейтнер                           |
| 1937 | Петер у снігу                 | Peter im Schnee                          | Hüttenwirt                                 |
| 1939 | Я Себастьян Отт               | Ich bin Sebastian Ott                    | Еберле, майстер на всі руки в галереї Отта |
| 1939 | Лісове сп'яніння              | Waldrausch                               |                                            |
| 1939 | Материнська любов             | Mutterliebe                              | професор                                   |
| 1940 | Крамбамбулі                   | Krambambuli                              | Адам, листоноша                            |
| 1940 |                               | Die Geierwally                           | Алоїз Фендер                               |
| 1940 | У тіні гори                   | Im Schatten des Berges                   | Тадей Гриль                                |
| 1941 | Кохання без мита              | Liebe ist zollfrei                       |                                            |
| 1941 | Повернення додому             | Heimkehr                                 | пан Шмід                                   |
| 1941 | Лжесвідчення селянина         | Der Meineidbauer                         | Матіас Фернер                              |
| 1943 | Відень 1910                   | Wien 1910                                | професор доктор Пуповач                    |
| 1947 | Земля                         | Erde                                     | Ґрутц                                      |
| 1948 | Уллі і Марей                  | Ulli und Marei                           | селянин на ринку                           |
| 1950 | Кордула                       | Cordula                                  | Пфаррер                                    |
| 1951 | Служниця Вероніка             | Veronika, die Magd                       | Йозеф                                      |
| 1952 | Дорога до батьківщини         | Straße zur Heimat                        | батько Фанні                               |
| 1953 | Останнє оголошення            | Das letzte Aufgebot                      | Тобіас Селлрайнер, старий селянин          |
| 1955 | Пісня Тауерна                 | Das Lied der Hohen Tauern                | Ганс Трібусьє                              |
| 1955 | Останній акт                  | Der letzte Akt                           | полковник фольксштурму                     |
| 1955 | Корнет — шлях любові і смерті | Der Cornet — Die Weise von Liebe und Tod | Фалкеньї                                   |
| 1956 | Ніжна таємниця                | Zärtliches Geheimnis                     |                                            |
| 1957 | Хто любить батьківщину        | Wer die Heimat liebt                     | Бальтазар Ґотсграбер                       |